# NNDB
A NNDB (pelas sua siglas em inglês de Notable Names Database, «Banco de dados de Nomes Notáveis» em português) é uma base de dados em linha de detalhes biográficos com mais de 40 000 notas de pessoas. A NNDB descreve-se a si mesma como um "agregador de inteligência" dos que se determina que é digna de menção, mas sobretudo para identificar as conexões entre as pessoas.

## Entradas
A cada pessoa tem um sumário executivo dando uma breve descrição de sua notabilidade da opinião da NNDB. Todos têm resumos sobre os seus vitais estatísticas, tais como o seu nome completo, pseudónimos, nascimentos e mortes, localização de seus restos, crenças religiosas, género, raças ou etnias, orientação sexual, membros da família, relações e nacionalidades.
Algumas entradas têm uma breve biografia em prosa, ou contêm factos ou citas de nota. As entradas podem conter sumários das organizações às que pertencem, as doenças, as fobias, vícios, uso de drogas, antecedentes penais, e outros dados. No caso dos autores, autores, diretores de cinema e arquitetos, a entrada lista as obras artísticas da pessoa em ordem cronológica.
Empresários e servidores públicos do governo têm cronologias de seus postos e posições oficiais, bem como pensões de Previdência Social. A NNDB também tem artigos de filmes com comentários enviados pelos utentes, discografias dos grupos de música selecionados e extensas bibliografias sobre a maioria dos temas. Os leitores podem sugerir correções através de um formulário no sítio web, e estes posteriormente são examinados por um membro do pessoal da NNDB. Uma ex-característica era o "Nível da Fama" atribuído pela NNDB em "posição" de "ícone".

## NNDB Mapper
A NNDB Mapper, é uma ferramenta visual para explorar as conexões entre as pessoas, pôs-se a disposição em maio do 2008. Requer-se ter instalado Adobe Flash Player 7. A interface permite-lhe ao utente atribuir como se ligam várias pessoas e instituições, e guardar e compartilhar estes mapas.